# Gelo (geslacht)
Gelo is een geslacht van vlinders van de familie spinners (Lasiocampidae).

## Soorten
- G. anastella Zolotuhin & Prozorov, 2010
- G. calcarales Zolotuhin & Prozorov, 2010
- G. joannoui Zolotuhin & Prozorov, 2010
- G. jordani (Tams, 1936)